# Stephen M. Veazey
Stephen Mark Veazey (født 3. maj 1957) er d. 8. profetpræsident og dermed øverste leder for Kristi Samfund. Veazey har arbejdet for Kristi Samfund på fuld tid siden 1983. Veazey har modtaget åbenbaringerne i afsnit 163 og 164 i Kristi Samfunds udgave af Lære og Pagter, de ses dermed som hellige skrifter for trossamfundets medlemmer.